# A22 (motorväg, Portugal)
A 22, även känd som Via do Infante,  är en motorväg i Portugal som går sträckan Lagos – Castro Marim/Vila Real de Santo António, via Portimão, Albufeira och Faro. 
Längden är 133 km.